# Миляке
Миляке́ (якут. Мэлэкэ) — село в Сунтарском улусе Республики Саха (Якутия) России. Входит в состав Тюбяй-Жарханского наслега.

## География
Село находится в юго-западной части Якутии, на правом берегу реки Ыгыатта, вблизи места впадения в неё реки Тас-Юрях, на расстоянии примерно 118 км (по прямой) к северо-западу от села Сунтар, административного центра улуса. Абсолютная высота — 156 м над уровнем моря.
Климат
Климат характеризуется как резко континентальный. Средняя температура воздуха самого тёплого месяца (июля) составляет 17-18 °C; самого холодного (января) — −34 − −50 °C. Среднегодовое количество атмосферных осадков составляет 250—300 мм.
Часовой пояс
Село Миляке находится в часовой зоне МСК+6. Смещение применяемого времени относительно UTC составляет +9:00.

## Население
| 2002 | 2010 | 2021 |
| ---- | ---- | ---- |
| 3    | ↗4   | ↘0   |

Половой состав
По данным Всероссийской переписи населения 2010 года в гендерной структуре населения мужчины составляли 100 %.
Национальный состав
Согласно результатам переписи 2002 года, в национальной структуре населения якуты составляли 100 % из 3 чел.